# Lac de la Presqu’île

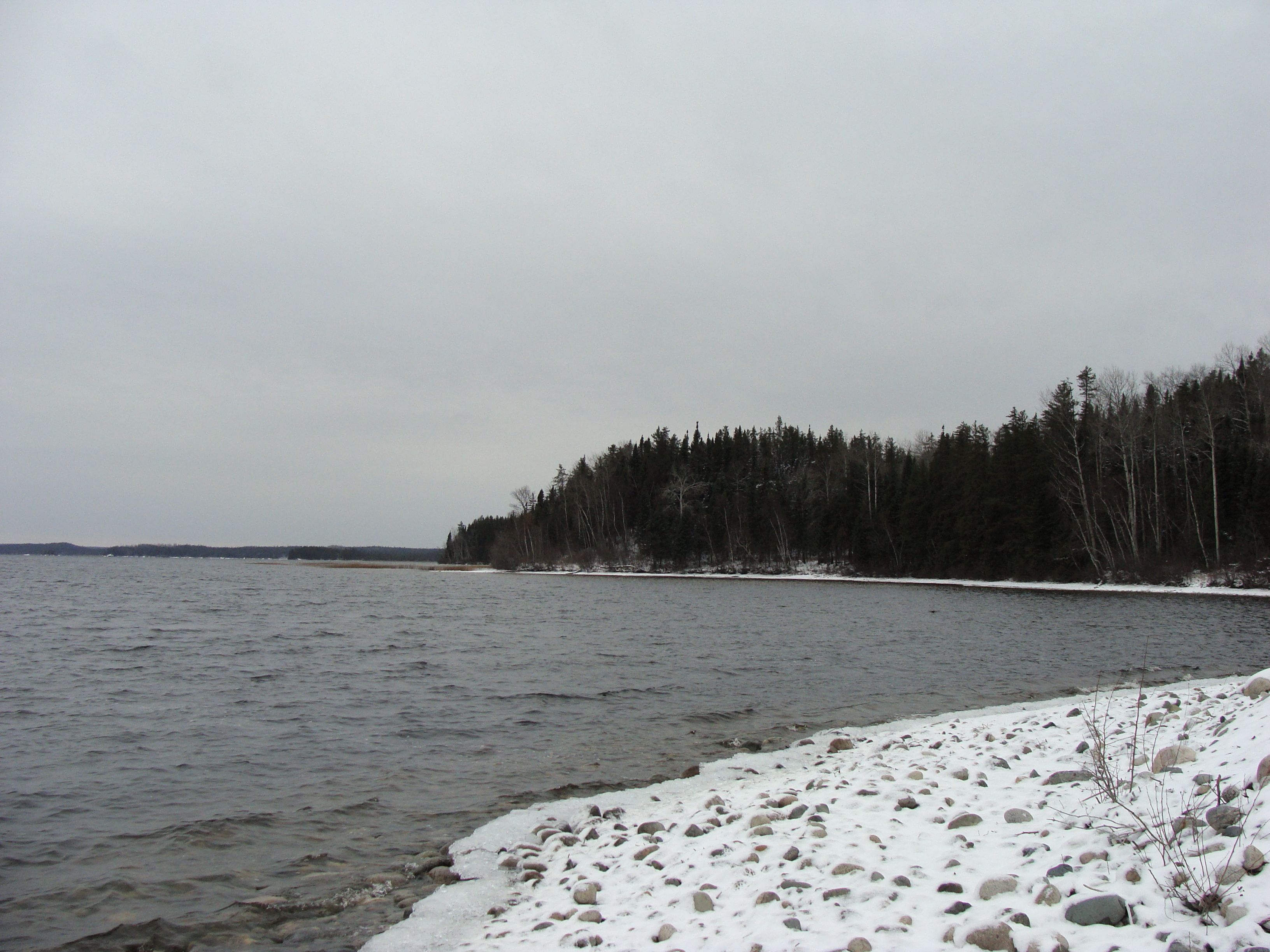
Brzeg jeziora

Lac de la Presqu'île – jezioro meteorytowe w prowincji Quebec w Kanadzie.
Jezioro ma kształt niekompletnego pierścienia o średnicy ok. 5 km.

## Krater
Wiek krateru uderzeniowego Presu'île nie jest dobrze znany, powstał on w ciągu ostatnich 500 milionów lat (w fanerozoiku). Utworzył się on w skałach krystalicznych Tarczy Kanadyjskiej. Skały krateru są widoczne na powierzchni Ziemi.